# Sargus punctatus
Sargus punctatus är en tvåvingeart som beskrevs av Mcfadden 1982. Sargus punctatus ingår i släktet Sargus och familjen vapenflugor. Inga underarter finns listade i Catalogue of Life.